# Paynesville (Minnesota)
Paynesville è una città degli Stati Uniti d'America, situata in Minnesota, nella Contea di Stearns.